# Hermann Bluhme
Hermann Bluhme (ur. 29 grudnia 1933 w Malente w Niemczech, zm. 8 września 2017 w Folkestone, Wielka Brytania) – niemiecki językoznawca, fonetyk i fonolog, leksykolog, profesor w Antwerpii (Belgia), autor słownika etymologicznego języka niemieckiego. Współpracował z germanistami z Uniwersytetu Szczecińskiego.

## Życiorys
W 1963 uzyskał doktorat z językoznawstwa w Münster. W latach 1963–1965 był asystentem w Międzynarodowym Instytucie Historii Społecznej (Amsterdam), 1965–73 – wykładowca w Canberze (Australia), w latach 1973–1979 pracownik naukowy Uniwersytetu w Bielefeld. W 1979 habilitował się w Bielefeld. 1979 – 1999 profesor na Uniwersytecie w Antwerpii (Belgia) – Departament Taal– en Letterkunde.
W roku 1997 jako profesor Instytutu Języków i Literatury Uniwersytetu w Antwerpii zainicjował realizację europejskiego programu Tempus-Phare dla germanistów z Uniwersytetu Szczecińskiego „Język gospodarczy i translatoryka na germanistyce”. Po przejściu na emeryturę w roku 1999 partnerem programu Tempus ze strony belgijskiej został prof. Peter Nelde z Katolickiego Uniwersytetu w Brukseli. Partnerem w ramach programu był też niemiecki germanista prof. Erwin Leibfried ze swoimi współpracownikami z Uniwersytetu w Giessen. Koordynatorem całego programu (1997–2001) był prof. Ryszard Lipczuk z Instytutu Filologii Germańskiej Uniwersytetu Szczecińskiego. Od roku 2003 profesor Bluhme był stałym uczestnikiem międzynarodowych cyklicznych konferencji językoznawczych w Pobierowie „Komunikacja dla Europy” (organizacja konferencji: Instytuty germanistyczne Uniwersytetu Szczecińskiego, Uniwersytetu w Greifswaldzie – prof. Jürgen Schiewe, Uniwersytetu w Rostocku – prof. Karl Heinz Ramers). Materiały pokonferencyjne były publikowane m.in. w serii wydawniczej „Stettiner Beiträge zur Sprachwissenschaft”. Profesor Bluhme chętnie przyjeżdżał do Polski, z germanistami szczecińskimi współpracował do roku 2015.

## Badania naukowe
Zainteresowania badawcze: językoznawstwo ogólne, fonetyka (głównie fonometria) i fonologia, dialektologia (w tym niemieckie i polskie dialekty na Górnym Śląsku), etymologia języka niemieckiego, zapożyczenia językowe.

### Publikacje (wybór)
- Beitrag zur deutschen und zur polnischen Mundart im oberschlesischen Industriegebiet unter besonderer Berücksichtigung phonometrischer Methoden. Dordrecht: Springer, 1964.
- Fonometrische bijdrage tot de Poolse fonetiek. Handelingen van het 28e Nederlandse Filologencongres, 1964, s. 159–161.
- Zur phonologischen Behandlung von Fremdwörtern, [w:] (red.) W. Bethge, E. Zwirner, Proceedings of 5th International Congress, Münster, August 1964, s. 218–221.
- (red.) Sprachen – Zuordnung – Strukturen. Festgabe seiner Schüler für Eberhard Zwirner. Den Haag: Nijhoff, 1965.
- (red.) N.S. Trubetzkoy, Introduction to the Principles of Phonological Descriptons. The Hague, Nijhoff, 1968.
- Das phonologische System des Deutschen, [w:] Lingua vol. 25, 1970, s. 358–380.
- Die Grenzen der auditiven Phonetik im Fremdsprachenunterricht, [w:] (red.) H.P. Kelz, Phonetische Grundlagen = Forum Phoneticum 5, part II. Hamburg: Buske, 1977, s. 29–44.
- (red.) Beiträge zur quantitativen Linguistik. Gedächtniskolloquium für Eberhard Zwirner, 12. April 1986 = Tübinger Beiträge zur Linguistik. Tübingen: Narr, 1987.
- Deutsche und niederländische Intonation, [w:] (red.) B. Halford, H. Pilch. Tübingen: Narr, 1994, s. 119–131.
- (współred.) Ryszard Lipczuk: Gedanken zum Deutschunterricht in Polen und Belgien. Szczecin: Wydawnictwo Promocyjne Albatros, 1999.
- Deutschunterricht in Flandern: Schule und Universität, [w:] (red.) H. Bluhme, R. Lipczuk, Gedanken zum Deutschunterricht in Polen und Belgien, 1999, s. 74–86.
- Etymologisches Wörterbuch des deutschen Grundwortschatzes. Monachium: Lincom Europa, 2005.

- Westeuropäische Lehnwörter im Deutschen, [w:] (red.) Ryszard Lipczuk, Przemysław Jackowski, Sprachkontakte – Sprachstruktur. Entlehnungen – Phraseologismen = Stettiner Beiträge zur Sprachwissenschaft Bd. 2. Hamburg: Dr. Kovač, 2009, s. 81–98.

- Osteuropäische Fremdwörter im Französischen. [w:] (red.) Jolanta Mazurkiewicz–Sokołowska, Dorota Misiek, Werner Westphal, Sprachkontakte und Lexikon. Festschrift zum 65. Geburtstag von Prof. Ryszard Lipczuk. Hamburg: Dr. Kovač, 2013, s. 195–206.